# Pueblo mayo
Los mayos o yoremes son un grupo étnico indígena que habita en el sur del estado mexicano de Sonora (Valle del Mayo) y el norte de Sinaloa (Valle del Fuerte), en una región costera ubicada entre los ríos Mayo y Fuerte.

## Características

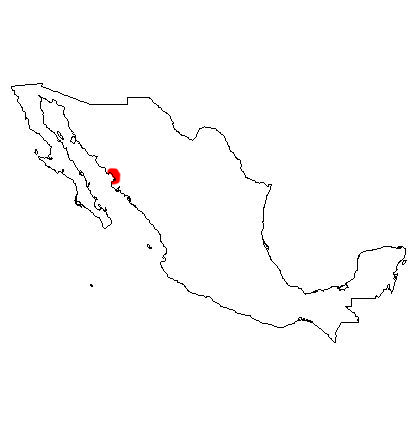
Territorio de los yoreme

El término mayo significa "la gente de la ribera" y proviene del río Mayo. El grupo se autodenomina yoreme, que significa "el que respeta". Su número ronda las 60 000 personas y tienen usos, costumbres, tradiciones e idiomas propios. La religión que se practica tradicionalmente es el catolicismo, tomada desde los primeros evangelizadores jesuitas que llegaron a la región en el siglo XVI. El idioma mayo pertenece a la rama cahíta de la familia lingüística yutonahua. Está estrechamente relacionado con el yaqui y en 1995 era hablado por aproximadamente 40 000 personas.
Tienen autoridades tradicionales propias, que se eligen por voto, y se respeta su jerarquía a la par de las leyes civiles mexicanas.
Los primeros pobladores de la región se dedicaban principalmente a la cacería, a la pesca y a la recolección. Paulatinamente desarrollaron técnicas agrícolas que les permitieron asentarse en una amplia zona en distintas comunidades. A la llegada de los españoles a los actuales territorios de Sonora y Sinaloa, los yoremes mantenían relaciones con grupos como los totorames, tohono o'odham, pimas y yaquis, y participaron en la defensa conjunta de sus territorios. Actualmente su principal actividad económica es la agricultura, frecuentemente con técnicas mecanizadas; también practican la pesca y elaboran artesanías destinadas al uso comunitario y la venta comercial. Construyen sus casas con varas y lodo o con ladrillo y adobe, según sean de área desértica o lugares de clima templado.

## Historia
Los primeros vestigios de asentamientos en la región yoreme, datan del año 180 a. C., en el actual municipio de Huatabampo, Sonora. Después de la conquista del Valle de México, los españoles organizaron campañas militares por el noroeste de México, la primera encabezada por Nuño Beltrán de Guzmán en 1531. En 1563 Francisco de Ibarra funda la Villa de San Juan Bautista de Carapoa en el actual municipio de El Fuerte, Sinaloa. El primer asentamiento permanente español en la región se creó en 1610 bajo la dirección de Diego Martínez de Hurdaide, quien fundó El Fuerte del Marqués de Montesclaros a orillas del río Fuerte.
Después de la pacificación militar, comenzó la evangelización de la región a cargo del jesuita Pedro Méndez, sin embargo, los yoremes continuaron resistiéndose a la colonización española. En 1740 hubo un levantamiento armado, que terminó con el sofocamiento de la rebelión, y continuó un nuevo periodo de asimilación que duró casi un siglo. En 1867, al tiempo de la reinstauración de la República liberal, encabezada por Benito Juárez y durante la Guerra del Yaqui, volvieron a tomar las armas con los yaquis, esta vez contra el gobierno de México, lográndose un acuerdo de paz después de la revolución mexicana donde se repartieron tierras en forma de bienes comunales en el Valle del Mayo. Durante la revolución, muchos yoremes formaron parte del ejército de Álvaro Obregón.

## Festividades

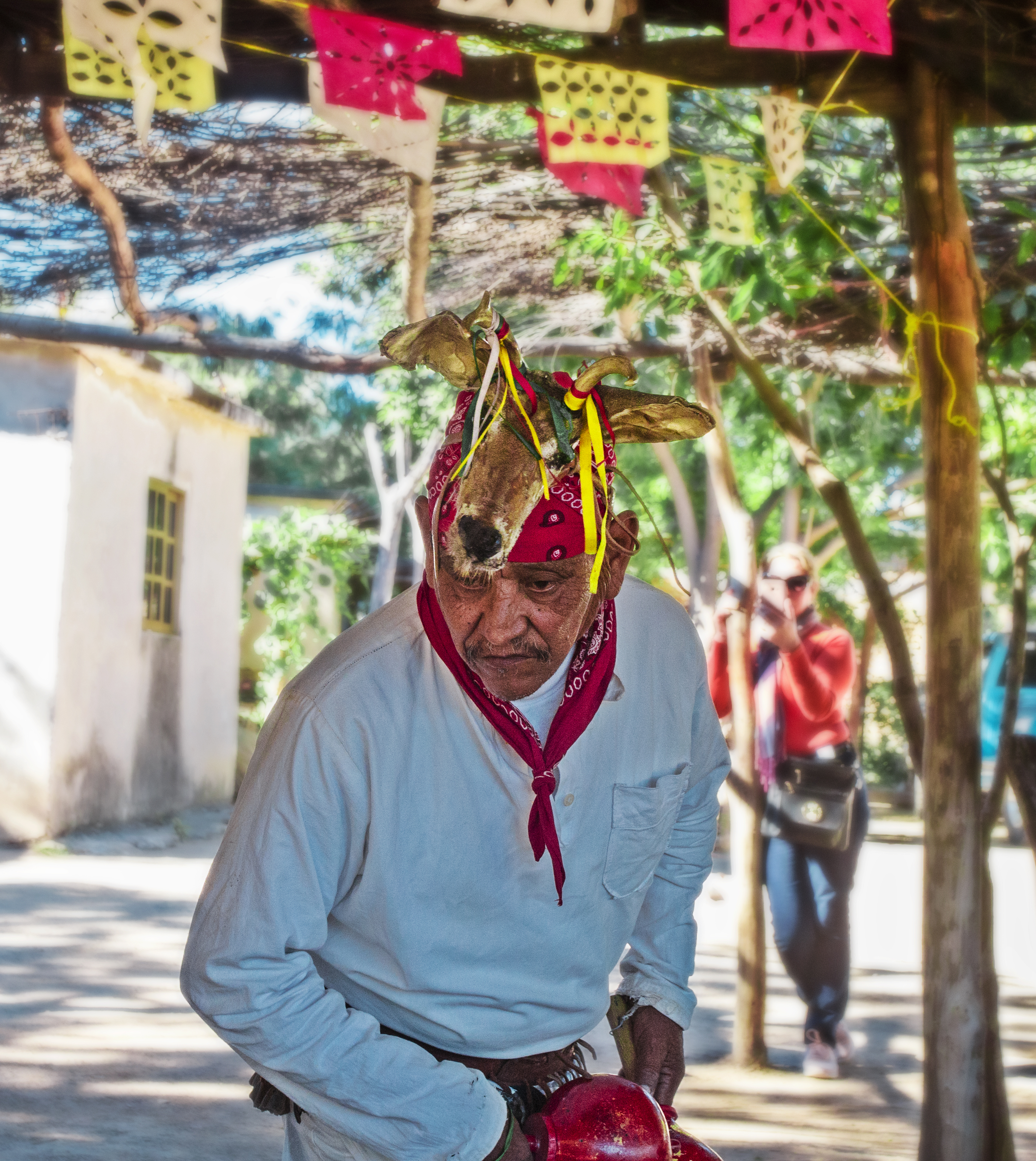
Un danzante del venado yoreme

Su fiesta principal se realiza en Cuaresma y Semana Santa. A diferencia de otros grupos étnicos del país, solo yaquis y mayos celebran la cuaresma en su totalidad, durante la cual representan la aprehensión, pasión muerte y resurrección de Cristo. Otras fiestas incluyen a las figuras de San Juan Bautista, Santísima Trinidad, Espíritu Santo, San Ignacio de Loyola, San Miguel Arcángel, San Rafael, La Santa Cruz, San Cayetano, San Antonio, Virgen del Rosario, San Pedro y San Pablo, Virgen del Carmen, San Francisco de Asís y la de la Virgen de Guadalupe. Estas se llevan a cabo en una parte del año llamado Wasuktia, que corresponde al tiempo litúrgico católico. También celebran litúrgicamente, Adviento, Navidad, Cuaresma, Pascua, Pentecostés. Durante la cuaresma queda restringido cualquier ritual que no esté relacionado con Cristo, entre ellos el bautismo y los casamientos.

### Organización religiosa
El Tiopo o Santa Iglesia queda a cargo de la jerarquía eclesiástica tradicional donde el escalafón más alto lo ocupa el Maijto Yowe (maestro mayor) seguido por un número indefinido de maestros, responsables de rezar y cantar piezas litúrgicas durante las celebraciones. Su función es equiparable a la del sacerdote yori (sacerdote católico). Su acompañante es la Cantora Yowe e igual que los maestros, hay un número indefinido de ellas. Otros cargos importantes son el de temasti, una especie de sacristán que hace las veces de ministro y diaconado, su contraparte femenina es la kiriyoste y las tenanchis, encargadas de la administración y el cuidado de la iglesia. Los maestros están a cargo de velar a los difuntos y darles sepultura además deben ser diestros oradores.
Aunque las dos figuras no se contraponen, los mayos emplean libros litúrgicos anteriores al Concilio Vaticano II, por lo que para el catolicismo oficial el servicio es anacrónico. Actualmente recurren a los sacerdotes para realizar sacramentos, aunque en tiempos antiguos ellos se encargaron de bautizar, e incluso casar a los miembros de la tribu, sobre todo justo después de la expulsión jesuita. Durante todo el año se observa el santoral y la jerarquía eclesiástica se encarga de celebrarla por una temporada. 

## Bandera yoreme

La bandera yoreme.

La bandera yoreme la diseñó un joven sonorense de nombre desconocido. Es un campo naranja que representa la tierra, cuyo centro tiene un "masochoquim", que se traduce literalmente como "venado de las estrellas" en la cultura cahita.